# Stéphane Poulhiès
Stéphane Poulhies (Albi, 26 de junho de 1985) é um exciclista profissional francês. Estreiou como profissional no final do ano 2005 com a equipa Ag2r Prévoyance e desde 2010 a 2012 correu pela equipa Saur-Sojasun. Sua vitória mais importantes como profissional é uma etapa do Tour de l'Ain.

## Palmarés
2005
- 1 etapa do Triptyque des Monts et Châteaux
- 1 etapa do Ronde d'Isard

2007
- 1 Etapa do Tour de l'Avenir

2010
- 1 etapa do Tour de l'Ain

2011
- 1 etapa da Estrela de Bessèges

2012
- 1 etapa da Estrela de Bessèges
- 1 etapa da Ruta del Sur

2015 (como amador)
- Tour de Gironde, mais 1 etapa
- 1 etapa do Kreiz Breizh Elites

## Resultados em Grandes Voltas
Durante a sua carreira desportiva tem conseguido os seguintes postos nas Grandes Voltas:
| Carreira        | 2006 | 2007 | 2008 | 2009 | 2010 | 2011 | 2012 | 2013 | 2014 | 2015 | 2016 | 2017 |
| --------------- | ---- | ---- | ---- | ---- | ---- | ---- | ---- | ---- | ---- | ---- | ---- | ---- |
| Giro d'Italia   | -    | -    | -    | -    | -    | -    | -    | -    | -    | -    | -    | -    |
| Tour de France  | -    | -    | -    | -    | -    | -    | -    | -    | -    | -    | -    | -    |
| Volta a Espanha | -    | -    | 128º | -    | -    | -    | -    | 138º | -    | -    | -    | -    |

-: não participa

## Equipas
- Ag2r (2005-2009)
  - Ag2r Prévoyance (2005-2007)
  - Ag2r-A Mondiale (2008-2009)
- Saur-Sojasun (2010-2012)
- Cofidis, Solutions Crédits (2013-2014)
- Occitane Cyclisme Formation (2015) (amador)
- Armée de terre (2016-2017)
- Occitane Cyclisme Formation (2018) (amador)